# Wielki Izrael

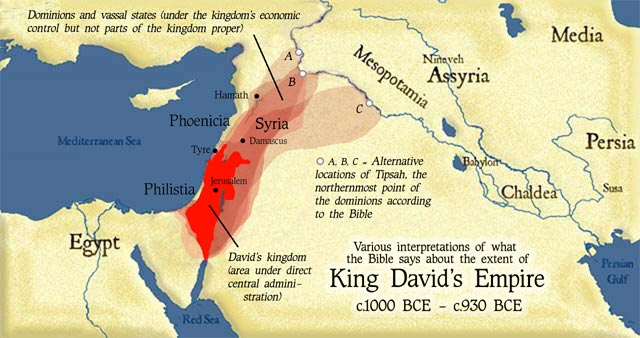
Obszar królestwa Dawida u schyłku jego panowania.

Wielki Izrael (również Cała Ziemia Izraela, hebr. ‏אֶרֶץ יִשְׂרָאֵל השלמה‎, Erec Jisra’el ha-szelema) – irredentystyczny termin opisujący maksymalistyczne biblijne granice „Ziemi Izraela”.
Pomimo że granice Wielkiego Izraela nie są jasno sprecyzowane, wielu religijnych Żydów (jak również niektórzy chrześcijanie), czerpią inspirację ze źródeł biblijnych, z Księgi Rodzaju, która opisuje przymierze Boga z Abrahamem:

Wtedy to właśnie Pan zawarł przymierze z Abramem, mówiąc: „Potomstwu twemu daję ten kraj, od Rzeki Egipskiej aż do rzeki wielkiej, rzeki Eufrat, wraz z Kenitami, Kenizytami, Kadmonitami, Hetytami, Peryzzytami, Refaitami, Amorytami, Kananejczykami, Girgaszytami i Jebusytami”.

{{Cytat}} Linki zewnętrzne: "źródło".
W powyższym kontekście, Wielki Izrael miałby składać się z ziem dzisiejszego Izraela (wraz z Zachodnim Brzegiem, Strefą Gazy i Wzgórzami Golan), Jordanii, Libanu, dużej części Syrii, Iraku, Kuwejtu oraz części Arabii Saudyjskiej, Egiptu i Turcji.

## Obecne stosowanie
W czasach współczesnych, definicja Wielkiego Izraela jest otwarta na interpretacje. Daniel Pipes wskazuje trzy główne zastosowania tego terminu:
- Używany przez izraelskie ugrupowania prawicowe, odnoszący się do państwa Izrael (hebr. Medinat Jisra’el), ustanowionego na całym regionie Ziemi Izraela (hebr. Erec Jisra’el, termin odmienny znaczeniowo od „Państwa Izrael”), umiejscowionym pomiędzy Morzem Śródziemnym a rzeką Jordan, a więc zajmującym także Zachodni Brzeg i Strefę Gazy.
- Stosowany przez skrajnie prawicowe grupy żydowskie z czasów Brytyjskiego Mandatu Palestyny (przed powstaniem Państwa Izrael w 1948 roku), takich jak Betar czy Irgun, które żądały terenów całego mandatu, włącznie z jego wschodnią częścią, z której w  międzyczasie utworzono arabskie państwo Transjordanię.
- Pojawiający się w retoryce antysyjonistycznej. Wielki Izrael określany jest przez nią jako tajny syjonistyczny plan, którego celem jest rozciągnięcie granic państwa od Nilu do Eufratu[2]. Takie plany są współcześnie przedstawiane przez izraelską skrajną prawicę związaną z ugrupowaniem Narodowa Partia Religijna – Religijny Syjonizm.[3]